# Дитрих VI фон Ерфурт
Дитрих VI фон Ерфурт или Дитрих VI фон Аполда (на немски: Dietrich VI von Erfurt; Dietrich VI von Apolda; * 1199/1207; † 23 декември 1249) е благородник от род фон Аполда, управител на Ерфурт.

## Произход
Той е син на Бертолд I фон Ерфурт/Аполда (1175 – 1199/1229). Внук е на Дитрих II фон Ерфурт/Аполда (* 1150) и правнук на Дитрих I фон Аполда († 1150) от Тюрингия.
Фамилията му започва да се нарича „Витцтум фон Екщедт“ и през 1440 г. построява нов замък.

## Фамилия
Дитрих VI фон Ерфурт се жени за Аделхайд фон Торгау (* 1211; † 20 август сл. 1243), дъщеря на Фридрих фон Торгау († сл. 1239) и има двама сина:
- Бертолд II фон Аполда (* 1233; † сл. 1283), женен 1260 г. за Юта Шенк фон Варгула (* 1240); ок. 1279 г. чрез залог купува Екщедт и се нарича вицедом фон Екщедт; има шест сина, които се наричат фон Екщедт, правнуците му са „графове Витцтум фон Екщедт“
- Дитрих VIII фон Аполда (* 1242; † 1276/1296), Витцтум (vicedominus, заместник на княза)